# Song 2
Song 2 è un singolo del gruppo musicale britannico Blur, pubblicato il 7 aprile 1997 come secondo estratto dal quinto album in studio Blur.

## Descrizione
La canzone fu presentata per la prima volta dal vivo all'RDS di Dublino nel giugno 1996. Damon Albarn disse: "Questa si chiama Song 2 perché ancora non le abbiamo dato un nome". Il titolo provvisorio divenne definitivo.
Il brano dura esattamente due minuti e due secondi, è la seconda traccia dell'album ed il secondo singolo estratto da esso; è anche la seconda traccia nel greatest hits Blur: The Best Of e in altre compilation del gruppo.
Nel febbraio 2012, è stata decretata come il sesto ritornello più esplosivo di tutti i tempi dalla rivista NME.

## Video musicale
Il videoclip, diretto da Sophie Muller, è ambientato in una piccola stanza di registrazione. Durante il ritornello il riverbero delle casse fa sbattere i membri del gruppo sui muri e sul pavimento.

## Tracce
7"
1. Song 2
2. Get Out of Cities

CD 1
1. Song 2
2. Get Out of Cities
3. Polished Stone

CD 2
1. Song 2
2. Bustin' + Dronin'
3. Country Sad Ballad Man (live acoustic)

International CD
1. Song 2
2. Get Out of Cities
3. Polished Stone
4. Bustin' + Dronin'

## Formazione
- Damon Albarn – voce
- Graham Coxon – chitarra, batteria
- Alex James – basso
- Dave Rowntree – batteria

## Premi e candidature
- BRIT Awards 1998:
  - Nomination Miglior singolo britannico
  - Nomination Miglior video britannico
- MTV Video Music Awards 1997 :
  - Nomination Miglior video di un gruppo
  - Nomination Miglior video alternative

## Classifiche
| Classifica (1997)             | Posizione massima |
| ----------------------------- | ----------------- |
| Australia                     | 4                 |
| Belgio (Fiandre)              | 58                |
| Canada (rock/alternative)     | 1                 |
| Irlanda                       | 10                |
| Paesi Bassi                   | 73                |
| Regno Unito                   | 2                 |
| Regno Unito (rock & metal)    | 1                 |
| Stati Uniti (alternative)     | 6                 |
| Stati Uniti (mainstream rock) | 25                |
| Svezia                        | 28                |